# Johann Fellinger
Johann Fellinger (* 1. August 1913 in Wien; † 29. Februar 1988 in Leoben) war ein österreichischer Gewerkschafter und Politiker (SPÖ). Er war auch unter seinen Rufnamen als Hannes Fellinger oder Hans Fellinger bekannt.
Vom 12. März 1961 bis zum 8. Oktober 1978 gehörte er dem steirischen Landtag in vier Gesetzgebungsperioden als Landtagsabgeordneter an.

## Leben und Wirken
Johann Fellinger wurde am 1. August 1913 als Sohn von Alois Fellinger (* 11. Februar 1878) und dessen Ehefrau Elisabeth (* 11. September 1879) in Wien geboren, wo er auch aufwuchs, die Volksschule und die Hauptschule sowie in weiterer Folge für drei Klassen eine Gewerbeschule besuchte. Danach begann er eine Lehre zum Glasschleifer und war bis 1934 in diesem Berufsfeld tätig. In der Zwischenkriegszeit wurde er aufgrund seiner politischen Gesinnung verfolgt, im Zuge der Februarkämpfe 1934 inhaftiert und emigrierte in weiterer Folge nach Brünn in die Tschechoslowakei, ehe er von 1939 bis 1945 seinen Kriegsdienst bei der Wehrmacht ableistete. Gegen Ende des Zweiten Weltkrieges geriet er in sowjetische Kriegsgefangenschaft, aus der er erst 1947 heimkehrte. Nachdem er zuletzt im 10. Wiener Gemeindebezirk Favoriten gelebt hatte, kam er um den Jahreswechsel 1947/48 zusammen mit seiner ersten Ehefrau Barbara (geborene Josume; * 21. Jänner 1916 in Wien) nach Leoben. Hier half er am Wiederaufbau mit und arbeitete ab dieser Zeit als Gewerkschaftssekretär. Nach der eingetretenen Konsolidierung ergaben sich für Fellinger als Gewerkschaftssekretär von 1950 bis 1957 weitere Aufgaben, bei denen er sich vor allem für die Arbeiter im Hüttenwerk Donawitz einsetzte. Ab 1957 fungierte er als Bezirksparteisekretär der SPÖ in Leoben. Mit dem namensgleichen leitenden Sekretär der Kammer für Arbeiter und Angestellte für Wien, der innerhalb des Österreichischen Gewerkschaftsbunds (ÖGB) zumindest seit den frühen 1960er Jahren (eventuell auch bereits früher) redaktionell in Erscheinung getreten ist und jahrzehntelang Direktor der Volkshochschule Ottakring gewesen war, ist Fellinger nicht verwandt.
Bereits am 1. April 1949 zog Fellinger in den Gemeinderat der Stadt Leoben ein, in dem er bis zu seinem Ausscheiden am 11. Juni 1980 über einen Zeitraum von über 31 Jahren in verschiedenen Ausschüssen tätig war. Vom 22. April 1955 bis zum 14. April 1961 war er Mitglied des Gemeindevorstandes, somit des heutigen Stadtrates. Darüber hinaus war er vom 1. April 1949 bis zum 14. Mai 1965 und dabei mitunter in der schwierigen Zeit der Nachkriegsjahre Obmann des Fürsorgeausschusses und vom 1. März 1959 bis zum 11. Juni 1980 Obmann des Verwaltungsausschusses der Stadtwerke Leoben. In den letztgenannten Zeitraum fallen zahlreiche wichtige Entscheidungen über die Versorgung der Stadt. So wurde in dieser Zeit das Netz des seit 1949 bestehenden Oberleitungsbusbetriebes Leoben ausgebaut, ehe im Lauf der Jahre der Dieselbusbetrieb immer mehr an Bedeutung gewann und der Betrieb sowie das Liniennetz dahingehend ausgebaut wurden. 1973 wurde der O-Bus-Betrieb in Leoben endgültig eingestellt. Weiters war der gebürtige Wiener für die Verbesserung der Wasserversorgung als wichtige Voraussetzung für die Erschließung von weiterem Bauland mitverantwortlich. In seine Amtszeit fiel auch das rechtzeitige Erkennen des Vorteiles einer gut funktionierenden Gasversorgung, wozu auch die Übernahme von Erdgas und die Aufschließung weiterer Stadtteile an das Gasnetz der Stadt Leoben zählten. 1973 erfolgte die Grundsteinlegung zum damals größten und modernsten Einkaufszentrum der Obersteiermark, einem co op-Großmarkt auf dem Gelände der sogenannten „Konsum-Stadt“ an der östlichen Außengrenze der Stadt Leoben, wobei Fellinger einer der geladenen Ehrengäste war. Ebenso war er bei der Eröffnung des Einkaufszentrums im darauffolgenden Jahr anwesend. Zudem war Fellinger als Vertreter der Stadtgemeinde Leoben lange Jahre in den Sozialhilfeverband und in den Reinhaltungsverband delegiert.
Bei der Landtagswahl in der Steiermark 1961 schaffte er den Einzug in den steirischen Landtag und gehörte diesem in weiterer Folge bis zu seinem Ausscheiden am 8. Oktober 1978 in vier verschiedenen Gesetzgebungsperioden (V., VI., VII. und VIII.) und einen Zeitraum von über 17 Jahren an. In dieser Zeit war er in zahlreichen verschiedenen Ausschüssen als Mitglied bzw. Ersatzmitglied tätig. Nach seinem Ausscheiden aus der Landespolitik war er noch rund 20 Monate als Gemeinderat in der Kommunalpolitik aktiv und zog sich danach gänzlich aus der Politik zurück.
Für sein Wirken in den verschiedensten Funktionen wurden Fellinger zeitlebens zahlreiche Ehrungen zuteil. Von der steirischen Landesregierung wurde er für sein jahrzehntelanges Wirken im Gemeinderat mit einem Ehrendiplom geehrt. Außerdem war er Träger des Goldenen Ehrenzeichens des Landes Steiermark, Träger des Großen Goldenen Ehrenzeichens des Landes Steiermark sowie Träger des Ehrenzeichens für Verdienste um die Befreiung Österreichs. Seitens der SPÖ wurde ihm die Viktor-Adler-Plakette verliehen. Im Zuge einer Gemeinderatssitzung wurde Fellinger für seine langjährigen Verdienste am 30. Oktober 1978 zum Ehrenbürger seiner nunmehrigen Heimatstadt Leoben ernannt.
Nach der Scheidung der Ehe mit seiner ersten Frau im Jahre 1956, heiratete er 1968 Frau Edith Wallner (1938–2016), mit der er eine gemeinsame Tochter, Susanne Edith Fellinger (* 1970), bekam. Ab seiner Übersiedelung in die Steiermark bis ins Jahr 1976 lebte er in einer Wohnung im Gebäude der Außenstelle Leoben der Kammer für Arbeiter und Angestellte für die Steiermark und zog danach bis zu seinem Tod am 29. Februar 1988 mit seiner Frau und dem gemeinsamen Kind in eine Wohnung im Stadtteil Göss.

## Auszeichnungen und Ehrungen (Auswahl)
- Ehrendiplom der Steiermärkischen Landesregierung
- Träger des Goldenen Ehrenzeichens des Landes Steiermark
- Träger des Ehrenzeichens für Verdienste um die Befreiung Österreichs
- Träger des Großen Goldenen Ehrenzeichens des Landes Steiermark
- Träger der Viktor-Adler-Plakette
- Ehrenbürger von Leoben (Ernennung am 30. Oktober 1978)